# Sel
Sel este o comună din provincia Innlandet, Norvegia.
Se află cu cel mai înalt punct în Storronden[*]. Are o suprafață de 905,05 km². Populația este de 5.567 locuitori, determinată în 1 ianuarie 2023, prin Folkeregisteret[*].